# Friedrich Welle
Johann Georg Friedrich Welle (* 19. September 1778 in Helsen; † 5. Juli 1826 in Arolsen) war ein deutscher Silberarbeiter, Münzmeister, Bürgermeister und Politiker.

## Leben
Welle war der Sohn des Hofgärtners König Friedrichs des Großen in Charlottenburg, seit 1777 Hofgärtner in Arolsen, Johann Christian Friedrich Welle (* 1. Oktober 1750 in Berlin; † 14. November 1834 in Arolsen) und dessen Ehefrau Marie Christiane Friederike geborene Michaely (Michaelis) (* 31. Januar 1753 in Rhoden; † 9. August 1803 in Arolsen). Er heiratete am 13. März 1803 in Arolsen Wolradine Charlotte Pfeiffer (* 21. April 1776 in Arolsen; † 30. April 1864 in Elleringhausen), die Tochter des Gold- und Silberschmiedes Friedrich Henrich Pfeiffer und dessen Ehefrau Wilhelmine Albertine Hermine geborene Ockel.
Welle war Silberarbeiter in Arolsen und wirkte von 1806 bis 1826 als Chef der Arolser Münzstätte mit dem Titel Münzmeister. 1819, 1822, 1825 und 1826 war er Bürgermeister von Arolsen. Am 23. Februar 1824 wurde er mit 37 von 39 abgegebenen Stimmen zum Repräsentanten der Stadt Arolsen im Landtag gewählt und war vom 26. Juni 1824 bis zum 5. Juli 1826 Mitglied des Landstandes des Fürstentums Waldeck für die Stadt Arolsen.